# Moura (Australia)
Moura – miasto w Australii, w stanie Queensland.